# 神原汽船
神原汽船株式会社（かんばらきせん、英: KAMBARA KISEN Co.,Ltd.）は、日本の海運会社。広島県福山市に拠点を置く常石グループの源流企業であり、常石グループの中でも海運事業グループの中核会社である。
2007年（平成19年）1月に当時の常石造船株式会社を含むグループ10社と合併し、ツネイシホールディングス株式会社が発足。海運事業部門を担当する社内カンパニーとなった。
2011年（平成23年）1月、ツネイシホールディングスの海運事業部門を新設分割により、神原汽船株式会社として分割した。

## 事業内容
定期船事業(コンテナ船)
日中の定期航路としては、北海道(小樽)・北陸(新潟・富山・金沢)・瀬戸内(水島・福山・広島・大分)・九州(大分・伊万里・志布志)の11の地方港と、上海・寧波・大連・青島・天津新港などの中国沿岸主要港や長江流域の港をつなぐ、日中ネットワーク網を確立。また、東南アジア、南アジア、中東へもサービスネットワークを広げている。
不定期船事業(ばら積み船・油槽船・自動車運搬船・中型コンテナ船貸渡事業)
中型船を多種多様に所有。海外法人を含めると約50隻の外航船を所有している。また、所有船の殆どを同じ常石グループである造船事業グループの常石造船(日本・フィリピン・中国)で建造している。
- ばら積み船は58,000DWT・64,000DWT・82,000DWT・99,000DWT・100,000DWT
- ボックスシェイプ船は42,000DWT・45,000DWT
- タンカーは77,000DWT
- 自動車運搬船は4,300台積船
- コンテナ船は1,100TEU・2,800TEU
- 家畜運搬船は2,000頭積

近海船事業(一般貨物船)
一般貨物船にて近海(中国・フィリピン)向けの貨物輸送を行っている。
西日本の製鉄所・製鋼所・舶用メーカー・造船所から中国・フィリピンの造船所に貨物を輸送。2,000DWTから14,000DWTの船型を利用。

## 沿革
- 1903年 - 小倉・大阪間の石炭輸送のため、初代社長 神原勝太郎が帆船を3隻購入し、海運業を興す。当時は一度の航海で中古船の購入資金が回収できたほど収益があった。[4]
- 1944年6月 - 瀬戸内海船舶株式会社を設立。
- 1948年11月 - 本社を東京に移し、神原汽船株式会社に社名変更。
- 1957年 - 二代目社長で沼隈町長の神原秀夫がパラグアイへの移民団を結成し、それをサポートするため神原汽船が同国のエンカルナシオンに事務所を設立[5]。
- 1995年 - 本社を広島県沼隈町に移し、東京を支店とする。
- 2003年 - 同じ常石グループの甲子園運輸倉庫とともに、経営不振に陥った東日本フェリーのスポンサーに名乗りを上げる。
- 2004年 - 東日本フェリーのスポンサーから辞退する。
- 2007年1月 - グループ10社と合併、ツネイシホールディングス株式会社が発足。同社の社内カンパニーの一つとなる。
- 2011年1月 - ツネイシホールディングスから海運事業部門が、神原汽船株式会社として新設分割により、再発足[2][3]。
- 2012年3月31日 - 小樽事務所閉鎖[6]。
- 2014年1月1日 - 城暁男社長が代表取締役会長に、神原宏達副社長が代表取締役社長に就任[7]。
- 2015年1月1日 - 城暁男代表取締役会長、特別顧問に就任[8]。

## 就航する主な港湾

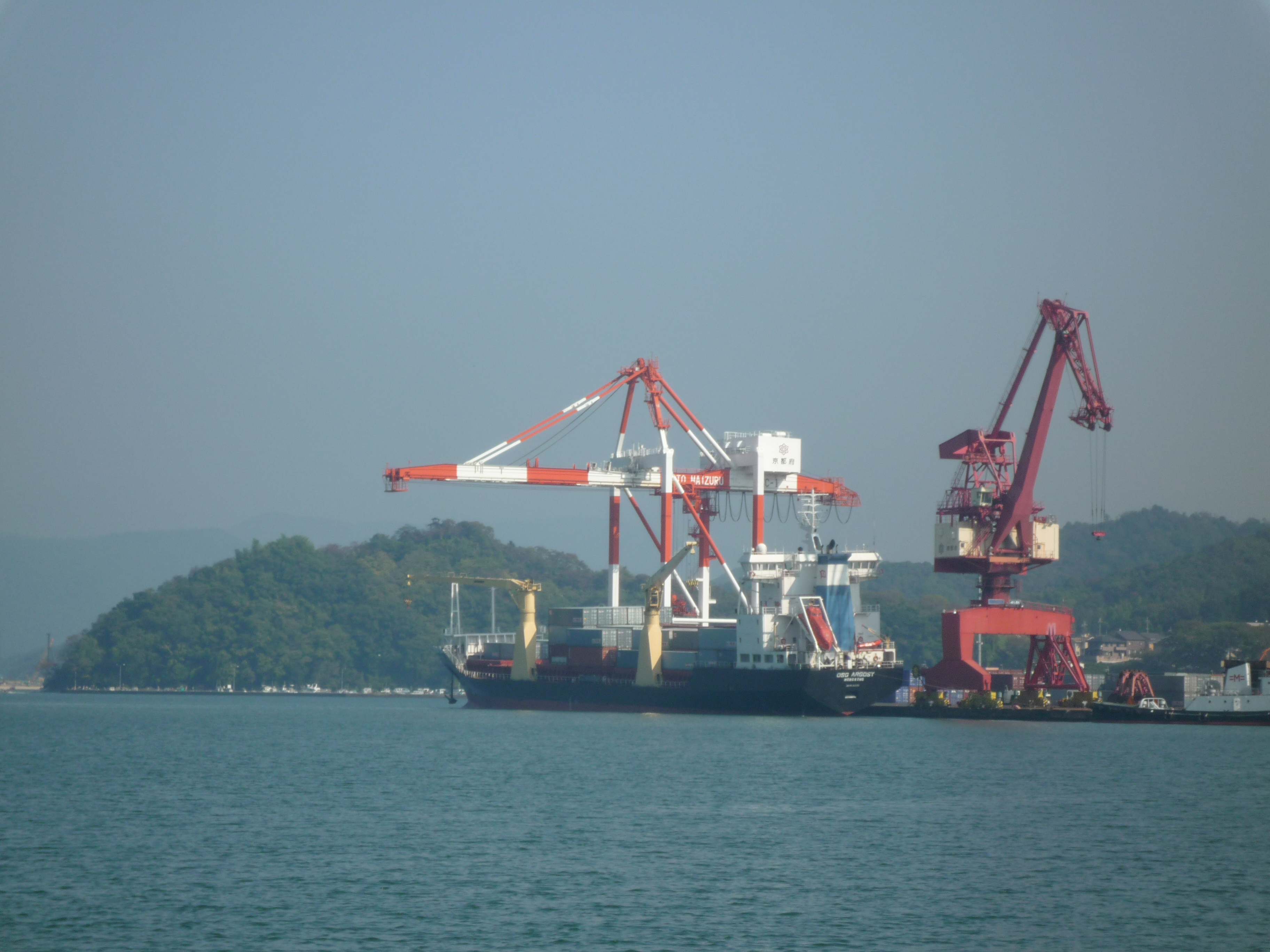
日本海航路に就航するOSGARGOSY。舞鶴港での荷役作業。

- 北海道
  - 小樽港
- 東北・北陸
  - 新潟港
  - 伏木富山港
  - 金沢港
- 中国
  - 水島港
  - 福山港
  - 広島港
- 九州
  - 伊万里港
  - 大分港
  - 志布志港

## 会社概要
- 本社：広島県福山市沼隈町常石1083番地
- 東京支店：東京都千代田区一番町2-2一番町第二TGビル3階
- 福山物流センター：広島県福山市箕沖町109番地5
- 阪神事務所：京阪神地区の集荷セールス担当
- 厦門事務所
- 寧波事務所
- 天津事務所
- 南京事務所